# Таблична верстка
Таблична верстка — це тип проектування вебсторінки, каркас якої створено за допомогою таблиць і певного розташування інформації в ній. Даний тип створення сторінок був розповсюджений до впровадження використання CSS, але після поступився більш ефективнії моделі проектування сторінок - блочній верстці.
Перевагою даної верстки є простота реалізації, а серед недоліків варто виділити наступні:
- Відсутність кешування повторюваних елементів сайту браузером;
- Нераціональність використання каскадних таблиць стилів, що відбивається на дизайні;
- Невідповідність принципом семантичної верстки.